# DANNA LIVE
DANNA LIVE (estilizado como DANNA L¡VE) es la cuarta gira musical de la cantante mexicana Danna, realizada con el fin de promocionar su quinto álbum de estudio, Childstar. Comenzó el 30 de marzo de 2024 en Monterrey, México en el Festival Tecate Pa'l Norte y finalizó el 30 de agosto de 2024 en León, México. Comprendiendo 18 fechas agendadas a través de Norteamérica, Sudamérica y Europa. 

## Antecedentes
En agosto de 2022, Danna anuncia su nueva era con el sencillo «XT4S1S» junto con su gira homónima con la cual recorrió varias ciudades de Norteamérica, Latinoamérica y Europa. A lo largo de esa gira Danna estrenó varios sencillos como «1Trago», «TENEMOS QUE HABLAR» y «AÚN TE QUIERO», los cuales forman parte de su álbum de estudio «Childstar».   
Esta gira se anunció oficialmente a través de las redes sociales el 12 de febrero de 2024, con ocho fechas en Latinoamérica y dos en Norteamérica. El 14 de febrero, Danna fue confirmada en Noches del Botánico en Madrid, España, sumando una fecha en Europa. 
La primera fecha de la gira prevista para el 2 de marzo de 2024 en el Festival Besame Mucho de Austin, Texas fue cancelada porque Danna enfermó de bronquitis aguda e influenza tipo B.
La última fecha de la gira el 21 de diciembre de 2024 tenía prevista terminarse en el Festival Besame Mucho en Los Ángeles, California pero el festival fue cancelado.
La gira cuenta con el concepto y canciones del cuarto álbum de estudio de Danna, «Childstar».

## Sinopsis del concierto
El show tiene una duración de aproximadamente una hora y treinta minutos. Consiste en alrededor de 20 canciones dispersadas en tres actos. La estructura del espectáculo del DANNA LIVE es englobada de la siguiente manera.
El concierto arranca con la aparición de un agujero en la pantalla, seguido por el inicio de la primera canción. «Mala Fama» abre el espectáculo, con Danna subiendo al escenario mediante una plataforma elevadora. Al principio, se hace una breve pausa para anunciar el lugar del concierto. A continuación, acompañada por sus bailarines, interpreta «Oye Pablo», seguida de «Nada», tras lo cual se presenta al público con un entusiasta "Sean todos bienvenidos al DANNA LIVE". Conmoviendo al público, Danna continúa con «El primer día sin ti». Luego, con una coreografía vibrante, sigue con «Cachito», seguida de «1Trago», donde un fan seleccionado participa de manera especial. Sigue con «Calla Tú», Danna es elevada por la plataforma junto a dos bailarinas más, presentada en una versión reversionada y con una intensa coreografía. Finalmente, el acto concluye con «Mía», donde los bailarines ejecutan un baile para finalizar la canción. 
Acto seguido, suena un breve interludio interpretado en vivo por miembros de la banda, seguido por el inicio del segundo acto con «Aún te quiero», presentado en un gran anillo giratorio. Luego, entran los bailarines para acompañar la canción y el acto concluye con «Tenemos que hablar», mientras al final de la canción, Danna desciende del escenario mediante la plataforma elevadora. Después suena un breve interludio electrónico y da inicio al Acto tres, donde Danna aparece en un tubo estilo "Pole Dance" con un conejo en la parte superior para interpretar «Agüita», seguida de «AQYNE». Luego continúa con una coreografía enérgica en «Atari» y concluye el acto con la potente interpretación de «XT4S1S», acompañada de efectos especiales, láseres y luces impresionantes. 

## Recepción crítica
La gira tuvo buenas críticas por parte de los críticos de la música y el entretenimiento. Enrique Tanarejo de El Siglo de Torreón dio a la tarde de apertura en Monterrey una crítica positiva, afirmando que «la princesa del pop latino se ganó al público con su habilidad vocal y elaboradas coreografías».La Chicuela también elogio diciendo: «con una coreografía enérgica, vibrantes gráficas y una escenografía dinámica, la cantante continua demostrando que es una de las estrellas del pop más importantes de Latinoamérica».  Redacción Alor Noticias medio local de Coatzacoalcos frente al cierre de la Expo Feria destacó a Danna diciendo que «brilló como nunca y ofreció a sus admiradores un concierto dinámico e inclusivo, con cambios de vestuario, bailarines, increíbles coreografías y efectos visuales, entre otros recursos sensoriales [...] Con su carisma, la Princesa del Pop Latino iluminó la noche, creando una conexión especial con sus seguidores, demostrando que es una verdadera ‘show woman’». 
Danna fue la artista estelar del Macrofest ubicado en Monterrey, Ángel Martínez y Tadeo Gómez de Milenio concordaron y destacaron que «Durante su espectáculo la cantante derrochó sensualidad en el escenario con sus atrevidos pasos de baile» y dejaron en claro que «es toda una “showgirl”».
Su parada por Europa fue bien recibida por los críticos. Tamara Rozas de ABC afirmó que Danna «demostró en la Plaza de España que es una de las artistas más en forma del panorama musical». Eva de MyiPop elogio diciendo que «es capaz de ofrecer un show de altura donde la energía no baja ni un segundo» comento también que «ahora es más ella que nunca y se nota con la fuerza y ganas que pisa el escenario».Lucía Núñez Domínguez de 22 minutos con destacó que fue «Una noche en la que Danna demostró al público madrileño por qué es una de las artistas más importantes y reconocidas del panorama musical actual».
Diversos críticos han apreciado la producción de la gira. El destape elogio haciendo énfasis en «La puesta fue digna de un show de estadio» también destacó «los juegos de luces y la utilización de humo en diferentes momentos del recital fueron fundamentales para crear climas más íntimos o eufóricos», similarmente la revista colombiana Diario del Cauca destacó que «con una puesta en escena impecable, que incluyó coreografías elaboradas, efectos visuales impactantes y una banda en vivo, la cantante ofreció un espectáculo que superó todas las expectativas».

## Repertorio
Lista de canciones interpretadas en el Movistar Arena de Santiago, Chile, el 12 de mayo de 2024 (no representa el repertorio del resto de la gira). 
1. «Mala Fama»
2. «Oye Pablo»
3. «Nada»
4. «TQ Y YA»
5. «Cachito»
6. «1TRAGO»
7. «BLACKOUT»
8. «Calla Tú»
9. «Sodio»
10. «AMANECER»
11. «PLATONIK»
12. «MÍA»
13. «AÚN TE QUIERO»
14. «Amor ordinario» / «Dos extraños»
15. «TENEMOS QUE HABLAR»
16. «Agüita»
17. «AQYNE» / «tqum» / «Sugar mami»
18. «ATARI»
19. «Paranoia» / «VTR3»
20. «XT4S1S»

| Observaciones |
| --- |
| - Durante la presentación en Monterrey, el 30 de marzo de 2024, Danna interpretó «AQYNE» con Aitana. - A partir de la presentación en Bogotá, el 5 de mayo de 2024, Danna reemplazó «El primer día sin ti» por «TQ Y YA». - Canciones del álbum Childstar fueron agregadas a lo largo de las fechas en Sudamérica. - En la presentación de São Paulo, el 19 de mayo de 2024, Danna cantó «Todo fue un show» y su colaboración «Friend de semana» junto a Luísa Sonza. - En la presentación de Madrid, el 22 de junio de 2024, Danna interpretó la canción «Hijo de la Luna» del grupo español Mecano. |

## Fechas
| Fecha                | Ciudad           | País           | Lugar                             |
| Norteamérica         | Norteamérica     | Norteamérica   | Norteamérica                      |
| -------------------- | ---------------- | -------------- | --------------------------------- |
| 30 de marzo de 2024  | Monterrey        | México         | Parque Fundidora                  |
| 7 de abril de 2024   | Coatzacoalcos    | México         | Teatro del Pueblo                 |
| 28 de abril de 2024  | Monterrey        | México         | Macroplaza                        |
| Sudamérica           |                  |                |                                   |
| 2 de mayo de 2024    | Quito            | Ecuador        | Arena Top Media                   |
| 4 de mayo de 2024    | Guayaquil        | Ecuador        | Palacio de Cristal                |
| 5 de mayo de 2024    | Bogotá           | Colombia       | Movistar Arena                    |
| 11 de mayo de 2024   | Lima             | Perú           | Costa 21                          |
| 12 de mayo de 2024   | Santiago         | Chile          | Movistar Arena                    |
| 16 de mayo de 2024   | Montevideo       | Uruguay        | Montevideo Music Box              |
| 17 de mayo de 2024   | Buenos Aires     | Argentina      | Teatro Gran Rex                   |
| 19 de mayo de 2024   | São Paulo        | Brasil         | Cine Joia                         |
| Norteamérica         |                  |                |                                   |
| 1 de junio de 2024   | Napa             | Estados Unidos | Napa Valley Expo                  |
| 8 de junio de 2024   | Querétaro        | México         | Estadio Corregidora               |
| Europa               |                  |                |                                   |
| 15 de junio de 2024  | Sevilla          | España         | Plaza de España                   |
| 22 de junio de 2024  | Madrid           | España         | Real Jardín Botánico Alfonso XIII |
| Norteamérica         |                  |                |                                   |
| 19 de julio de 2024  | Saltillo         | México         | Teatro del Pueblo                 |
| 24 de agosto de 2024 | Ciudad de México | México         | Autódromo Hermanos Rodríguez      |
| 30 de agosto de 2024 | León             | México         | Poliforum León                    |